# 心霊手術
心霊手術（しんれいしゅじゅつ、英：Psychic surgery）とは、1970年代東南アジアや南米の一部地域で行われている器具を使用せずに神秘的な力を使い体内から罹患部位のみを取り出すという手術方法。

## 概要
フィリピン、韓国やブラジルなどで多く行われており、海外から他の治療法で効果のなかった患者が多く施術を受けている。施術者の多くは器具類を一切使わないか、稀に切れ味の悪い刃物を使用する場合がある。ほとんどは両手で腹部に圧力を加え窪みを作りまさぐる動作をしているうちに血液らしき液体が流れ出し、しばらくすると施術者の手の中から臓器や肉片のように見えるものが現れ取り出され、これが患部とされる。血液を拭き取ると切開創は一切残らず、痛みもないというもの。術後、患者は一時的な爽快感を得るが、毒素が排出される過程で一時的に下痢、嘔吐、頭痛、発熱などの症状が表れる場合があるとされる。中には不治の病から回復した、歩けなかったものが歩けるようになったなどの報告もある。
多くのテレビ局や映画制作会社などによって取材され、映像の解析などからそのほとんどが手品でも再現されるものであると結論付けられることが多かった。また、手品師が同様の行為を再現してみせる映像などが放映された。この場合、豚などの動物の血液や臓器が使われた。しかしながら、人によって、また回を重ねる毎に出てくる血液の色や質が異なったりと、解明できないことも多い。この手術によって回復する場合の多くは、心理的な効果とみなされている。このため、手品ではないかと疑いながらも不治の病に悩む患者などの需要がなくならない。日本でも過去に旅行会社によってフィリピンなどへの心霊手術ツアーが行われたことがある。